# Elaha Soroor
Elaha Soroor (persa / Darí / Hazaragi الهه سرور; nascuda el 1988) és una cantant i compositora afganesa. Va participar en el reality show musical Afghan Star, un programa de televisió similar a la franquícia Idol. És membre de l'ètnia Hazara de l'Afganistan i membre de la banda Kefaya.

## Vida personal
Soroor va néixer a l'Iran en el si d'una família religiosa de refugiats que va abandonar l'Afganistan durant la guerra civil i hi va viure durant 14 anys. Ella i la seva família es van traslladar a l'Afganistan el 2005. Durant els seus anys de secundària, Soroor va treballar com a reportera de notícies per a una emissora de ràdio local a Kondoz, una ciutat del nord de l'Afganistan, també va treballar per a l'agència de notícies Bakhtar. Al mateix temps, va ensenyar alfabetització i matemàtiques a noies i dones joves del seu barri a les quals no se'ls permetia anar a l'escola segons la llei dels talibans.
Com a dona jove a Kondoz (aleshores, els talibans encara tenien influència sobre la gent de la zona), Soroor no tenia por de desafiar obertament les opinions conservadores i lluitar per una societat més igualitària. Va ser etiquetada pels locals com una activista política, el que va suposar que ella i la seva família es van veure obligades a abandonar Kondoz després de rebre amenaces de mort de grups fonamentalistes.

## Carrera musical
Després de traslladar-se a Kabul amb la seva família el 2007, Soroor va començar a desenvolupar la seva passió per la música. Va estudiar a l'escola de música on es va especialitzar en música tradicional afganesa, alhora que va estudiar harmonia occidental, i va començar a actuar amb el grup afganès Aryan. Tot això es va fer en secret sense el consentiment ni el suport de la seva família, que estaven en contra que actués com a música professional. En saber-ho, li van impedir que cantés durant un any. Va ser una de les primeres dones a actuar en públic a l’Afganistan després de la caiguda dels talibans l’any 2000, i va assolir la fama gràcies a la seva participació al programa televisiu Afghan Star el 2008, on va guanyar popularitat a nivell nacional entre les comunitats afganeses de tot el món.
Les seves dues primeres cançons originals, Abi Jan i Be Bahana van ser llançades el 2009. L'any 2010 va gravar Sangsar, una cançó que critica obertament la llei de la lapidació practicada per algunes comunitats musulmanes.
La seva trajectòria pública en un context marcat per la persecució de dones intèrprets, sumada a les seves fermes opinions sobre els drets de les dones, la van situar en una posició de gran risc personal. Davant les amenaces, es va veure obligada a abandonar el país.
Elaha ha destacat com a compositora i intèrpret en projectes teatrals, de dansa i cinema, incloent-hi l’obra The Boy With Two Hearts (2021) del Wales Millennium Centre. El seu àlbum més recent, Songs of Our Mothers, creat en col·laboració amb el col·lectiu musical guardonat Kefaya, és una col·lecció de cançons populars afganeses transmeses de mares a filles. Aquest treball, alhora una protesta contra el patriarcat i una celebració de la resiliència i l’emancipació, reafirma el poder de la música com a vehicle de memòria i canvi social.
Forma part de l'Ensamble Kefaya, amb seu a Londres.

## Premis
El 3 de desembre de 2024, Elaha Soroor va ser inclosa a la llista de 100 dones de la BBC de 2024 per la seva inspiració i influència.
| « | En un moment en què les veus de les dones a l'Afganistan s'esborren de la vida pública, la cantant Elaha Soroor va escriure l'himne Naan, Kar, Azadi! (Pa, Treball, Llibertat!) per contrarestar aquesta supressió i enviar un missatge d'ànim. La cançó es va estrenar a l'octubre a la cimera sense precedents de totes les dones afganeses a Albània. | » |

## Discografia
Actuacions en directe i concerts
- Concert a Copenhaguen, Dinamarca (7 de juny de 2011)

- Concert a Nederland, Holanda (juny de 2011)[6]

- Aparició especial al programa d'Any Nou de la BBC de BBC Persian TV el 2013

Vídeos musicals
- Badia Bahaana

- Abi Jan

- Devanegi

- Meyane Tariki